# Nate Mendel
Nathan Gregor Mendel (ur. 2 grudnia 1968) – amerykański muzyk rockowy grający na gitarze basowej. Członek The Fire Theft. Swoją muzyczną karierę rozpoczął w zespole Sunny Day Real Estate. Gdy zespół zawiesił działalność przeniósł się do zespołu Foo Fighters. Był jedynym członkiem Sunny Day Real Estate, który nie powrócił do grupy, kiedy ta reaktywowała swoją działalność. Opuścił jednak Foo Fighters, aby założyć The Fire Theft. Do nowo powstałej grupy należeli William Goldsmith oraz Jeremy Enigk, byli członkowie Sunny Day Real Estate. Nagrał muzykę do filmu Our Burden Is Light. Zagrał też w nim jedną z głównych ról.

## Filmografia
- Sound City (jako on sam, 2013, film dokumentalny, reżyseria: Dave Grohl)[1]